# Samsung Fun Club
Samsung Fun Club est un service mobile et portail officiel, actif au milieu des années 2000, inclus dans divers téléphones Samsung pour télécharger des sonneries et des images, regarder des clips vidéo et jouer à des applications. 

## Histoire
Samsung Fun Club est introduit dans les années 2000. Concernant le site web, il change de design en 2002,. « la bannière change de place selon les pages du site, ce qui optimise la mémorisation de cet espace pour les visiteurs réguliers. »
En 2004, le service comptait plus de 2 700 000 abonnés à travers le monde. À cette période, Samsung avait pour objectif d'atteindre les 5 millions d'abonnés en misant sur les Jeux olympiques d'Athènes. Cette même année, le Fun Club ouvre un espace communautaire.
Plus tard, les téléphones portables fabriqués par Samsung Electronics ont utilisé cette marque. En 2006, le Samsung Fun Club lance le site web officiel du boys band coréen ShinHwa dans l'objectif de promouvoir les modèles de téléphone SGH-X820 et SGH-D900. Deux des derniers téléphones utilisant la marque Samsung Fun Club sont les modèles E900 et Samsung D900 Fun Club.